# Sociologie du vote
La sociologie du vote est la branche de la sociologie politique qui étudie en particulier le vote et ses déterminants sociologiques. On peut la confondre avec la sociologie électorale dans la mesure où l'essentiel des scrutins considérés ont lieu dans le cadre de l'élection de personnes.
Plusieurs modèles d'analyses du vote se développent au fur et à mesure des années.

## Analyses écologiques

### Un modèle explicatif géographique
Le politologue André Siegfried publie en 1913 son ouvrage phare Tableau politique de la France de l'Ouest sous la Troisième République, faisant naître la sociologie électorale en France. Son courant, dit « écologique », domine les facultés de science politique jusque dans les années 1930. 
La démarche siegfriedienne est fondamentalement comparativiste et géographique. Elle est aussi durkheimienne en ce qu'elle considère le vote comme un fait social et non une logique individuelle. L'auteur utilise les données électorales par départements, circonscriptions et villes. Il remarque une certaine stabilité dans le vote. L'époque de l'écriture est propice à la réflexion sur les racines et la nation, en plein succès des écrits de Maurice Barrès. Siegfried adopte donc une démarche essentialiste, selon laquelle une population pense et vote d'une certaine manière du fait de son environnement.
Siegfried analyse les données sur près de 40 ans, de la fondation de la Troisième République à 1913, les résultats électoraux de 14 départements. La résolution de l'énigme du vote réside selon lui dans une variable géologique. Il remarque que les départements calcaires votent à gauche, et les départements granitiques, à droite ; ainsi, « le granit produit le curé, et le calcaire l'instituteur ».
En effet, selon Siegfried, le calcaire est une roche poreuse, qui rend les étendues rares. Les habitats sont donc concentrés, ce qui favorise les sociabilités communautaires, et induit une faible influence du clergé. Cela mènerait à voter à gauche. A contrario, le granite est une roche perméable qui permet l'existence d'une multitude de puits d'eau, conduisant à la création d'habitats dispersés, une faible densité de population, qui donc se retrouve à la messe pour voter. Ce catholicisme pratiquant inciterait à voter à droite.
Sigefried développe une conception essentialiste du vote et de l'électeur, en croyant pouvoir identifier des facteurs structurants qui contraindraient, de manière inconsciente, le vote. Il fait appel à une psychologie des « ethnies » (au sens du XIXème siècle, c'est-à-dire des habitants d'une région d'un pays), sans démontrer cette « personnalité ethnique » à laquelle il fait référence. 
L'explication par Siegfried des lacunes de son modèle par l'appel à cette protopsychologie nondémontrable fait ainsi tourner court son modèle, d'autant plus que l'argumentation devient rapidement tautologique : « La race vendéenne est rebelle à toute influence qui n'est pas vendéenne ».
En 1971, l'historien Paul Bois publie Paysans de l’Ouest sous forme de réponse à Siegfried. Il pointe du doigt les failles et défauts de son analyse. Elle est notamment trop vaste dans l'espace, et sur une période de temps trop courte. Blois fait remarquer qu'une juste analyse du vote requiert de remonter jusqu'à l’identification d’un « traumatisme fondateur ». Il se concentre sur la Sarthe, dont l'ouest est conservateur et l'est progressiste. ll identifie la vente des biens nationaux de l’Église à la Révolution à la bourgeoisie urbaine, qui frustre les paysans de l'ouest qui développent ainsi un ressentiment face à la bourgeoisie urbaine, comme le traumatisme fondateur.
Enfin, un paradoxe de sociologie politique, appelé paradoxe de Robinson appelle à la prudence dans l'analyse des résultats territoriaux. En travaillant sur une relation potentielle entre la proportion de résidents de couleur noire et illettrisme aux États-Unis, Robinson observe que la corrélation diminue à mesure que l'échelle d'observation est plus faible. Elle passe de 0,94 lorsque le territoire est divisé en neuf subdivisions, à presque 0 lorsque l'échelle est individuelle. Les Noirs ne sont ainsi pas plus illettrés que les Blancs, mais ils habitent dans des zones rurales ou dans les États du Sud (le Sud profond) où le taux d'alphabétisation est plus faible.

### Le renouveau des approches résidentielles
Les approches géographiques font leur retour en sociologie politique, notamment française, dans les années 1990. 
En 2007, Céline Braconnier et Jean-Yves Dormagen publient La Démocratie de l’abstention. Cette enquête monographique, focalisée sur la cité des cosmonautes en Seine-Saint-Denis lors des élections présidentielles françaises de 2002 ainsi que les élections législatives françaises subséquentes, et des élections municipales françaises de 2008. Les auteurs montrent, d'abord, l'existence d'un important phénomène de mal-inscription, ainsi que celui du rôle de la famille, « cellule de base de la mobilisation électorale », dans le vote. 
En 2007 également, la politologue américaine Claudine Gay, dans Moving Out, Moving Up: Housing Mobility and the Political Participation of the Poor, profite d'une politique publique bostonienne visant à reloger 4 000 familles pauvres, souvent afro-américaines et monoparentales. Un tiers des habitants est relogé dans des quartiers socialement mixtes, un tiers dans des quartiers moins dégradés, un tiers dans des quartiers similaires. Son étude montre que le taux de participation est identique pour les familles déplacées dans les quartiers moins dégradés ou similaires, mais que le taux de participation a baissé de 18% pour les familles logées dans des quartiers socialement mixtes. Les deux tiers des familles étudiées qui ont été relogées dans les quartiers les plus beaux ou les plus mixtes déclarent ne pas s'être faits d'amis dans le quartier, et 40% de ne pas avoir parlé à leur voisin. Gay conclut que « l'anomie sociale vécue par les plus pauvres dans les quartiers les plus favorisés gêne l’activation des incitations positives au vote ».

## Analyses de l'influence des médias

### Premières théories déterministes
Le sociologue Harold Lasswell écrit dans les années 1920 sur les médias. Selon lui, les médias disposent d'une importante capacité de manipulation sur les masses. Ils peuvent procéder comme une piqûre hypodermique et injecter dans le corps social les messages qu'ils souhaitent faire passer. Il publie en 1927 Propaganda Technique in World War, où il présente sa théorie. Il postule les consommateurs de médias (la population) comme des êtres passifs, incapables de refuser et de résister aux messages transmis. Cette théorie semble alors d'autant plus logique que les souvenirs de la Première Guerre mondiale planent toujours et que les chercheurs tentent d'expliquer comment des millions d'individus ont pu se rendre, avec peu de protestations, à la mort sur les champs de bataille.
La théorie de Lasswell se heurte à la fois à la réfutation de Columbia (cf. ci-dessous), ainsi qu'aux explications socio-historiques des raisons qui ont poussé des individus à aller sur le champ de bataille. Le politologue Yves Déloye dans l’École et la citoyenneté (1994) explique l'influence des manuels scolaires de la IIIe République sur les consciences des jeunes Français, ainsi que la participation de ces manuels et de l'enseignement à la création d'une conscience républicaine teintée de revanchisme. L'historien Eugen Weber souligne aussi dans La Fin des terroirs (1983) l'effet de l'uniformisation des consciences dans la France du XIXe siècle, qui, en renforçant le sentiment d'appartenance, prépare le terrain à la levée des masses au cours de la première guerre mondiale.

### La réfutation de Columbia
Les années 1940 voient l'émergence de réfutations à la théorie de Lasswell. La première réfutation vient de sociologues issus de l'université Columbia, notamment Bernard Berelson (en), Hazel Gaudet et Paul Lazarsfeld. Ceux-ci publient en 1944 The People’s Choice. En menant une enquête sur l'effet des médias dans les résultats de l'élection présidentielle américaine de 1940, ils mettent en évidence les effets très limités des médias et popularisent la thématique de la fin de l'électeur rationnel, informé et compétent.
Les médias n'influencent que peu les choix individuels, et ont plutôt tendance à renforcer des opinions préexistantes et conforter les électeurs dans leurs choix. Les auteurs avancent deux explications : le phénomène d'exposition sélective (l'individu n'écoute que les radios et ne lit que les journaux qui correspondent à sa vision du monde), et l'appartenance à un groupe primaire qui socialise l'individu. Leur recherche montre que les variables décisives sont la catégorie socio-professionnelle et le lieu d'habitation (rural ou urbain).
Les chercheurs de Columbia ironisent sur l'idéal démocratique de l'électeur rationnel, informé et compétent, thèse réfutée par le paradoxe de Berelson (en) (1946) selon lequel ce sont les plus indécis sur le plan électoral qui sont aussi les plus mal informés et les moins intéressés en politique.
En 1955, Paul Lazarsfeld et Elihu Katz publient Personal Influence, the Part Played by People in the Flow of Mass Communications (en français, Influence personnelle : ce que les gens font des médias). Les auteurs se fondent sur l'ouvrage précédent pour l'affiner. Ils conceptualisent la théorie de la communication à deux étages (« two step flow of communication »). Lazarsfeld avait remarqué que l'entourage de l'individu est une variable bien plus conséquente que celle de l'exposition médiatique. Ils expliquent que, parmi les proches d'un électeur, se trouve toujours un individu plus informé que les autres, appelé leader d'opinion. Davantage au fait des choses politiques et discutant beaucoup, ils ont souvent des caractéristiques sociales rares (un niveau de diplôme plus élevé, un statut social favorisé). Ils sont plus exposés aux médias et aux discours, et les retraduisent de manière simple à leur entourage. Les médias n'influencent donc pas l'électeur, mais ils influencent le leader d'opinion (premier étage) auquel l'électeur moyen va se référer (second étage). 
Dans Sociologie du journalisme (2001), Erik Neveu souligne que les leaders d’opinion médiatiques (acteurs politiques ou éditorialistes) sont finalement les plus attentifs aux messages des médias, et donc les plus exposés à en subir l’emprise. Certains messages sont d’ailleurs directement émis en direction non pas du grand public, mais de catégories de dirigeants. Les médias eux-mêmes constituent un système interactif où les journalistes politiques spécialisés s’écoutent et s’influencent mutuellement.

### Paradigme de Michigan
Les études des chercheurs de l'université du Michigan réfutent également la thèse du vote rationnel. Face au modèle de déterminisme social, développé par Lazarsfeld, ils proposent un  modèle psycho-politique du choix électoral, qui s'impose sous le nom de paradigme de Michigan, et selon lequel le choix des électeurs serait déterminés non par les médias mais par leur perception des objets politiques (candidats, partis, programmes).
En 1986, le professeur W. Russell Neuman (en) met en avant « le paradoxe de la politique de masse » selon lequel « le fossé entre les attentes relatives à un corps de citoyens informés dans la théorie démocratique et la réalité inconfortable révélée par la recherche par sondage ».

## Analyses économiques du vote

### L'émergence du«nouvel électeur»
La thèse du nouvel électeur est mise en évidence par la sociologie électorale américaine dans les années 1970. Les chercheurs remarquent que de plus en plus d'électeurs, ayant atteint un niveau de vie certain et voyant leurs besoins vitaux satisfaits, deviennent moins captifs des partis et peuvent voter sur des sujets qui leur tiennent à cœur. Ces électeurs auraient une compétence politique supérieure à la moyenne.
Cette idée d'un électeur d'un type nouveau émerge en France dans les années 1980. La première publication importante sur ce sujet est écrite par Philippe Habert et Alain Lancelot de Sciences Po Paris (dans le quotidien Le Figaro en juin 1988, puis dans un ouvrage dédié en 1996). Les résultats de l'enquête mettent en lumière un phénomène nouveau, celui d'électeurs qui prendraient leur décision de vote par rapport à un certain nombre d'enjeux d'une élection, et non en se positionnant d'une manière partisane. Environ 10 % des électeurs voteraient uniquement à partir d'enjeux. Il s'agit des « issue voters », opposés aux « party voters ». 
Il a été argumenté que la fin du party voting serait lié aux déceptions et frustrations engendrées par les partis politiques depuis les années 1980. Le recul de la gauche au sein des catégories qui l'ont portée au pouvoir, notamment, aurait favorisé le développement de l'issue voting. Ce comportement induit une forte volatilité électorale. Elle est prouvée par une étude du CEVIPOF en 1995, qui montre qu'environ 12 % des électeurs est passé d'un vote de gauche à droite ou de droite à gauche lors des dernières élections.

### La théorie dupublic choiceet l'électeur rationnel
La théorie des choix publics émerge aux États-Unis. Elle conçoit le monde politique comme un marché, avec une offre et une demande, où les électeurs choisissent rationnellement leurs dirigeants. Elle est inaugurée par Anthony Downs[réf. nécessaire] en 1957 dans An Economic Theory of Democracy. Sa théorie repose sur trois axiomes : les comportements sont rationnels au regard d'une rationalité procédurale ; le comportement est orienté autour d'une rationalité économique ; le comportement individuel est utilitariste. L'électeur est ainsi supposé calculateur. Il va opérer des calculs avant de voter : il faut que le coût d'opportunité d'aller voter soit faible, que les gains estimés soient les plus importants possibles. 
Cette théorie se heurte à un paradoxe, appelé paradoxe de Downs, est qu'il n'est pas rationnel au niveau individuel d'aller voter : le poids marginal de chaque bulletin de vote est très faible, l'influence d'un vote individuel est proche de 0. 
Vladimir Key va approfondir la théorie de Downs en se basant sur un modèle rétrospectif, selon lequel les électeurs jugent un candidat sur ce qu'il a fait plutôt que sur ce qu'il promet de faire (modèle prospectif). Les électeurs feraient leur choix en se basant principalement sur le taux d'inflation et le taux de chômage. Cette théorie permet à des modèles prédictifs de se développer, dont notamment par Gerald Kramer en 1971, qui l'applique à l'évolution des votes aux élections américaines entre 1896 et 1964 (« Short-terms fluctuations in US Voting Behavior, 1896 – 1964 »). En 2008, le modèle est utilisé puis Gilles Ivaldi et Jocelyn Evans pour prédire le vote d'extrême-droite en France (« Forecasting the Extreme Right Vote in France »). Les auteurs découvrent que le taux du vote pour le Front national est corrélé au taux de chômage, à la peur de l'immigration, au taux de criminalité et à la popularité du président et de l'opposition.

### L'électeur stratège
La théorie de l'électeur stratège fait à nouveau de l'individu-électeur le centre de son modèle. Il est à nouveau postulé comme calculateur. La théorie de l'électeur stratège est cependant basée sur des axiomes moins restrictifs, et par une analyse sociologique plus fine. Les comportements stratégiques diffèrent selon le cadre électoral (la nature de l'élection, le mode de scrutin, les candidats…). 
André Blais de l'université de Montréal publie en 2004 « Y a-t-il un vote stratégique en France ? ». Il estime le vote stratégique (couramment appelé vote utile) à 1 % du corps électoral. Il crée le concept de « vote stratégique inversé », qui consiste à abandonner son candidat préféré au premier tour au profit d'un plus petit candidat, comme étant d'environ 10 % du corps électoral. Cette pratique pourrait avoir comme objectif d'envoyer un message au candidat. Il estime qu'en 2002, « 15 % de ceux qui voulaient Chirac pour président et 18 % de ceux qui préféraient Jospin, ce qui correspond à 8,5 % de l’ensemble des électeurs, ont décidé d’abandonner stratégiquement leur candidat au premier tour pour lui envoyer un message ».

## Analyses des variables déterminants le vote

### Classe sociale

Espace social et tendance de vote (Pierre Bourdieu, Raisons pratiques, Seuil, coll. « Points », 1996, p. 21).

La classe sociale fait l'objet de recherches importantes depuis le début du XXe siècle. L'indice d'Alford est mis en place afin de mettre en relief le lien entre la classe sociale et le vote. 
En 1960, Robert Nisbet établit dans « The Decline and Fall of Social Class » la thèse d'une disparition des classes sociales du fait de la moyennisation, c'est-à-dire de l'augmentation progressive du revenu et du niveau de vie des classes ouvrières. Cela est confirmé ensuite par Henri Mendras, dans son ouvrage de 1989 La Seconde Révolution française, où il explique que la tertiarisation, couplée à la moyennisation, fait chuter l'importance du vote de classe.

### Religion
Les effets de la religion sur le vote sont analysées par Guy Michelat et Michel Simon dans Classe, religion et comportement politique en 1977. L'étude montre que le degré de pratique religieuse du catholicisme est prédictive du vote. Plus un individu est pratiquant, plus il votera à droite. Cela témoigne de la sous-culture catholique, composée d'un système de valeurs très cohérent et profondément intériorisé. Ce système de valeurs, souvent conservatrices, qui exaltent la famille, la transmissions du patrimoine et la tradition, portent ainsi à voter à droite. 
Cette étude est confirmée par les statistiques électorales des élections législatives françaises de 1978. 82 % des catholiques pratiquants avaient voté à droite, contre 86 % des Français qui se déclaraient « sans religion » qui avaient voté à gauche. L'étude est relativisée par le recul significatif de la pratique religieuse en France, 8 % des sondés en 2012 se déclarant pratiquants réguliers, contre 21 % en 1978.
Lors de l'élection présidentielle française de 2017, 33 % des catholiques pratiquants ont voté pour François Fillon, contre 18 % de ceux qui se déclaraient sans religion.

### Revenu et patrimoine
Le patrimoine semble être une variable plus lourde que l'âge.  Dans leur ouvrage de 1998 France de gauche. Vote à droite ?, Jacques Capdevielle et Elisabeth Dupoirier créent le concept d'« effet patrimoine ». Ils montrent que le niveau de patrimoine est une variable plus lourde que celle du revenu. Les agriculteurs possédants votent par exemple à droite, et les professeurs riches votent à gauche.

### Genre
Le genre fait partie, en France, des variables non déterminantes. Il ressort des études sociologiques que la tendance des femmes à voter un peu plus à droite que les hommes durant les premières décennies qui ont suivi leur accès aux urnes s'est estompée, en raison de l'entrée massive des femmes sur le marché du travail et de l'homogénéisation des conditions de vie qui s'est ensuivie. Il existait un phénomène appelé radical right gender gap selon lequel les femmes votaient historiquement moins pour l'extrême-droite (Rassemblement national en France). Ce gap a diminué de plusieurs points à chaque élection jusqu'à disparaître entre l'élection présidentielle française de 2012 et l'élection présidentielle française de 2017.

### Capital culturel et politique
Le modèle démocratique est celui de l'électeur parfaitement informé. Or, les enquêtes par sondage menées auprès d'électeurs montrent que la réalité est bien différente de cet idéal-type. Le chercheur en sciences politiques Philip E. Converse propose une typologie des électeurs en fonction de leur compétence démocratique qui varie selon leur capital culturel et politique. Il distingue le type des idéologues et quasi-idéologues qui ont un haut degré de compétence politique, une grande stabilité et cohérence dans leurs jugements ; le type des électeurs qui valorisent les intérêts de leur groupe d'appartenance, ce qui se traduit par une plus grande volatilité électorale ; les deux derniers types, caractérisés par leur désaffiliation politique, le sentiment de ne pas posséder de compétence politique corrélée au faible niveau de politisation et à l’intérêt porté aux scrutins, sont les électeurs aux jugements « dans l'air du temps », et les électeurs dont le désintérêt et le désinvestissement politique se transmettent dans l'instabilité de leur vote.

## Analyses de la participation électorale

### Les variables de la participation et de l'abstention
La montée de l'abstention dans les sociétés démocratiques a conduit la sociologie du vote à se pencher sur les raisons de la participation au vote, qui était jusque là tenue pour normale. Le fondateur de l'analyse de l'abstention est Daniel Gaxie. Dans son ouvrage Le Cens caché, Gaxie remarque un phénomène d'auto-exclusion de certains électeurs potentiels. Cette auto-exclusion est due au sentiment d'une faible compétence politique, lui-même corrélé à la détention de capitaux culturels (dont la forme la plus objectivée est le diplôme). Les femmes s'abstiennent ainsi plus dans la France des années 1960 que les hommes, les travailleurs précaires que les employés stables. La spécialisation et la complexification croissante des affaires de la cité, et le degré d'intensité du travail de mobilisation des électeurs lors des campagnes (couverture des médias, argent dépensé, nombre de meetings, etc.), ont une influence désincitatrice sur les classes populaires.
Patrick Lehingue remarque dans Subunda, en 2007, que les sondages influent plus sur la probabilité d'aller voter que sur le vote en lui-même. La théorie de l'électeur-stratège se heurte aux disparités de compétence politique.

### Les différentes formes d'abstention
Les analyses de l'abstention à partir des années 1980 montrent qu'il existe, aux États-Unis, un processus par lequel l'« identification partisane » s'effritant, la propension des électeurs à voter se réduit. La volatilité (la décision de voter à une élection, de ne pas voter à une autre, ...) serait ainsi un signe de vitalité démocratique. 
Les analyses de l'abstention mettent en évidence l'existence de plusieurs types d'abstention.
L'abstention engagée ne traduit pas une distance vis-à-vis du monde politique, ni même un rapport désenchanté au vote, mais un véritable choix. L'abstention non engagée, c'est-à-dire celle décrite par Daniel Gaxie, serait le symptôme d'une faible compétence ou de sentiment de compétence politique, alliée aux phénomènes de non-inscription ou de mal-inscription, qui touche 7 millions de personnes en France.
L'abstention intermittente, c'est-à-dire une abstention et participation irrégulières, est la plus courante.

## Analyses socio-historique de l'acte du vote
L'étude de la construction historique de la citoyenneté a pris la forme de la sociologie de l'acte de vote. Cette analyse se propose d'étudier le vote sous l'angle des dispositifs qui le rendent possibles. Urnes, isoloirs, bulletins sont autant de technologies du vote qui nous renseignent sur sa mise en forme politique.